# Марк Макгі
Марк Макгі (англ. Mark McGhee, нар. 25 травня 1957, Глазго) — шотландський футболіст, що грав на позиції нападника. По завершенні ігрової кар'єри — футбольний тренер. Наразі входить до тренерського штабу збірної Шотландії. Виступав, зокрема, за клуби «Абердин», «Ньюкасл Юнайтед», «Гамбург» та «Селтік», а також національну збірну Шотландії.

## Клубна кар'єра
У дорослому футболі Марк Макгі дебютував 1975 року виступами за команду клубу «Грінок Мортон», в якій зарекомендував себе молодим багатообіцяючим форвардом. У грудні 1977 він переїхав до Англії, підписавши контракт з «Ньюкасл Юнайтед». Незважаючи на обнадійливий старт на «Сент-Джеймс Парк», Макгі вибув з обойми через тренерські зміни в команді. Макгі повернувся на північ в березні 1979 як перший великий трансфер Алекса Фергюсона в «Абердин».
Він дебютував за «Абердин» 1 квітня 1979 в матчі проти свого колишнього клубу «Грінок Мортон». Це був початок найуспішнішої частини ігрової кар'єри Макгі. В наступному сезоні він здобув перший великий титул, коли «Абердин» став чемпіоном Шотландії, вперше за 15 років порушивши панування «Олд Фірм». З «Абердин» Макгі виграв ще один чемпіонський титул в 1984 році, а також здобув три Кубка Шотландії поспіль з 1982 по 1984 роки. Марк посприяв перемозі «Абердина» над «Реалом» з рахунком 2-1 у фіналі Кубка володарів кубків сезону 1982-83, віддавши гольовий пас на Джона Г'юіта. Макгі також виграв Суперкубок Європи в наступному сезоні, відзначившись голом у ворота «Гамбурга» у другому матчі на «Піттодрі».
Перехід Марка до «Гамбурга» влітку 1984 року не став успішним і він повернувся до Шотландії в «Селтік» 18 місяців потому. Макгі здобув ще один титул чемпіона Шотландії в сезоні 1985-86, коли «Селтік» обійшов в турнірній таблиці «Хартс» завдяки кращій різниці забитих-пропущених м'ячів. У наступному році Макгі рідко з'являвся у стартовому складі через травму і конкуренцію з боку Мо Джонстона і Браяна Макклера. Тим не менш, вихід декількох гравців зі складу команди влітку 1987 дав йому нове життя на «Селтік Парк». Марк виграв ще один шотландський Кубок у 1989 році і став найкращим бомбардиром «Селтіка» того сезону, розділивши звання найкращого бомбардира шотландської прем'єр-ліги з гравцем «Абердина» Чарлі Ніколасом. Згодом з 1989 по 1991 рік Марк Макгі грав у складі «Ньюкасл Юнайтед» та «Браге». Завершив професійну ігрову кар'єру у клубі «Редінг», за команду якого виступав протягом 1991—1993 років як граючий тренер.

## Виступи за збірну
1983 року дебютував в офіційних матчах у складі національної збірної Шотландії. Протягом кар'єри у національній команді, яка тривала усього 2 роки, провів у формі головної команди країни 4 матчі, забивши 2 голи.

## Кар'єра тренера
Розпочав тренерську кар'єру, ще продовжуючи грати на полі, 1991 року, очоливши тренерський штаб клубу «Редінг». Надалі очолював команди клубів «Лестер Сіті», «Вулвергемптон», «Міллволл», «Брайтон енд Гоув», «Мотервелл», «Абердин» та «Бристоль Роверс». З 2013 року входить до тренерського штабу національної збірної Шотландії.

### Тренерська статистика
Станом на 15 грудня 2012 року
| Редінг           | 10 травня 1991  | 14 грудня 1994   | 183 | 79  | 51  | 53  | 43,17 |
| Лестер Сіті      | 14 грудня 1994  | 7 грудня 1995    | 51  | 16  | 14  | 21  | 31,37 |
| Вулвергемптон    | 13 грудня 1995  | 5 листопада 1998 | 159 | 65  | 39  | 55  | 40,88 |
| Міллволл         | 25 вересня 2000 | 15 жовтня 2003   | 163 | 75  | 39  | 49  | 46,01 |
| Брайтон енд Гоув | 28 жовтня 2003  | 8 вересня 2006   | 139 | 40  | 38  | 61  | 28,78 |
| Мотервелл        | 18 червня 2007  | 12 червня 2009   | 88  | 35  | 17  | 36  | 39,77 |
| Абердин          | 12 червня 2009  | 1 грудня 2010    | 62  | 17  | 13  | 32  | 27,42 |
| Бристоль Роверс  | 18 січня 2012   | 15 грудня 2012   | 45  | 12  | 12  | 21  | 26,67 |
| Всього           | Всього          | Всього           | 888 | 338 | 223 | 327 | 38,06 |

## Титули і досягнення

### «Абердин»
- Чемпіонат Шотландії
  - Чемпіон (2): 1979-80, 1983-84
- Кубок Шотландії
  - Володар (3): 1981-82, 1982-83, 1983-84
- Кубок володарів кубків
  - Володар (1): 1982–83
- Суперкубок Європи
  - Володар (1): 1983

### «Селтік»
- Чемпіонат Шотландії
  - Чемпіон (2): 1985-86, 1987-88
- Кубок Шотландії
  - Володар (2): 1987-88, 1988-89